# Arte mexica
El arte mexica o azteca incluye las manifestaciones artísticas de los mexicas, entre los que se encuentran la literatura, la música, la arquitectura, la escultura, las artes plásticas y las danzas.

## Arquitectura
El hecho de que la actual 
capital de Mexicas cubra la antigua México-Tenochtitlan, impide que tengamos una visión completa de las estructuras arquitectónicas y, sobre todo, de la organización del espacio en los centros ceremoniales, o la relación entre estructuras templarias y las construcciones de carácter habitacional. De hecho, el conocimiento de esta zona se limita a algunos sectores en los que pudieron hacerse excavaciones de carácter restringido o donde se produjeron hallazgos casuales. Así la llamada Plaza de las Tres Culturas, en el corazón de México-Tlatelolco; las excavaciones en el Templo Mayor, en el subsuelo de la Catedral Metropolitana, o en los trabajos para la construcción del Metro, más algunos templos aislados, como los de Tenayuca o Santa Cecilia Acatitlán, que nos proporcionan una idea de cómo fueron los templos en la zona central del valle de México. A esto debemos añadir algunos otros asentamientos, como los de Malinalco, Zempoala, Teopanzolco o Calixtlahuaca, en los que se han descubierto importantes estructuras mexicas.

### Arquitectura religiosa
La arquitectura religiosa se desarrolló siguiendo las pautas de la tradición mesoamericana, aunque existen aportaciones importantes. El tipo de construcción más original es el de los templos gemelos, con doble escalinata de acceso. Aunque el mejor conocido es el de Tenayuca, a ese modelo respondieron también los templos principales (teocallis) de México-Tlatelolco y México-Tenochtitlan. Se trata de una representación dual de las divinidades que existía en Mesoamérica desde épocas remotas. La colocación de parejas de dioses, como la de Huitzilopochtli–Tláloc del templo mayor de Tenochtitlan, sobre una sola plataforma piramidal, hace que su estructura sea alargada y presente una doble escalinata de acceso. Tláloc fue un dios. En este caso, las excavaciones realizadas por el doctor Eduardo Matos Moctezuma pusieron de manifiesto una serie de hasta siete periodos o reconstrucciones sucesivas entre 1375 y 1520.
Otro modelo arquitectónico relativamente frecuente es la pirámide de planta circular que tradicionalmente se ha atribuido a santuarios del dios Ehécatl, deidad del viento, que en su aspecto de remolino o huracán podría hacer lógica esta forma. Las más conocidas son la de Calixtlahuaca y la de la estación de metro Pino Suárez 
Otra construcción muy característica de los mexicas fue el tzompantli, estructura donde se acumulaban los cráneos de los sacrificados. Solamente se conserva un pequeño altar que se encuentra en el Museo Nacional de Antropología e Historia de México y el descubierto recientemente en las excavaciones del Templo Mayor.
Dos de las más extraordinarias creaciones arquitectónicas mexicas fueron Tepoztlán y Malinalco, ambas excavadas en la roca y terminadas con construcciones de mampostería. El templo de Tepoztlán es de planta rectangular y tiene dos salas: a la primera se accede por una puerta dividida por dos pilastras, mientras que en la del fondo hay un banco corrido decorado con relieves que muy bien pudieran ser insignias funerarias. El conjunto del templo descansa sobre una plataforma piramidal con escalinatas limitadas por alfardas. Malinalco, por su parte, es un conjunto irregular de construcciones templarias excavadas en la roca madre, compuesto por seis unidades de las que cuatro al menos presentan una forma circular. La estructura I es la más elaborada del yacimiento y representa un conjunto escultórico de una impresionante belleza. En ambos casos nos encontramos ante un tipo de construcción religiosa que tiene la función de expresar el poder militar y religioso de los aztecas.

## Artes, Pinturas
Los códices mexicas, como la mayoría de los códices mesoamericanos, están elaborados en un papel especial hecho de corteza de árbol: el amate. Fueron realizados por artistas de la élite llamados tlacuilos con convenciones de las distintas tradiciones pictóricas (pictogramas) de Mesoamérica. Por ejemplo, los caminos andados están representados por pequeñas huellas de pies. Las palabras habladas están simbolizadas con una voluta. Los realizaron con tintas variadas, que permitían lograr una viva y hermosa policromía. Representaban a los dioses, hombres notables, animales o plantas y también hechos de la vida real.
En esta modalidad lograron un nivel artístico muy alto y se prolongó muchos años después de la conquista, pero influenciada por los españoles. Es importante recalcar la importancia de la pintura azteca.

## Textiles
Los mexicas durante su peregrinación desde Aztlán hasta la fundación de Tenochtitlan, usaron solamente la fibra de Ixtle o del maguey. La obtención de esta fibra es muy sencilla, ya que solo hay que cortar una de las ramas y rasparla hasta que queden únicamente los hilos de la fibra. Después de asentados en Tenochtitlan, empezaron a obtener de los pueblos conquistados algodón con el cual los nobles podían hacer mejores vestimentas. Sus culturas son casi iguales a las del resto de México.

## Arte plumario
La plumería fue una de las expresiones más originales y utilizadas  de los aztecas, especialmente en la elaboración de mosaicos. Las aves utilizadas para estos trabajos procedían de los bosques tropicales del sur de México y Guatemala, o bien, eran criadas en cautiverio y cazadas con técnicas refinadas que no dañaban el plumaje de la presa. Eran clasificadas de acuerdo con el tamaño, calidad y color, siendo las más apreciadas las verdes de quetzal (sobre todo las larguísimas caudales); las rojas del tlauquecholli, parecido al flamenco, y las azules turquesa del xiuhtótotl. Los especialistas dedicados a estas tareas se llamaban amantecas y eran muy apreciados, destacando los de Tlatelolco, Texcoco y Huaxtepec. Se conservan buenos ejemplares de escudos y tocados en museos de América y Europa. Destacaremos el escudo del dios de la lluvia, que representa un coyote (quizá el emblema del tlatoani Ahuízotl), pero, sobre todo, el gran tocado de plumas de quetzal con adornos de oro, conocido como el penacho o corona de Moctezuma, conservado en el Museo Etnográfico de Viena.

## Música mexica
La música indígena mexicana prehispánica no era solamente pentatónica, como se ha afirmado, sino que sus características estructurales (melódicas, rítmicas, prosódicas, tímbricas) variaban según la región y la lengua autóctona, entre las diversas culturas que componían el México antiguo. Como se desprende de los hallazgos y estudios arqueomusicológicos de los últimos cincuenta años, el panorama musical precortesiano es mucho más complejo de lo que supusieron los tratadistas clásicos. Es notorio que, por ejemplo, la noción de escala musical no existía en México, sino más bien tonalidades que se desprendían de modos tradicionales de habla, tomando en cuenta que la mayor parte de las lenguas nativas mexicanas eran lenguas tonales; muchas de las que hoy sobreviven lo siguen siendo, por ejemplo las diversas lenguas de origen Maya, o bien el Hñähñu o el Porhépecha. De esta manera, cada caso peculiar merecería un análisis propio, en vez de una generalización sistemática.

## Esculturas mexicanas
Las esculturas y figurillas de personas son los elementos que identifican las creaciones plásticas del Posclásico Tardío. Son imágenes de hombres y mujeres que expresan los ideales tanto en edad como en belleza. La etapa juvenil adulta era considerada el momento de plenitud que garantizaba la fortaleza en la guerra. Siendo esta edad también la de mayor actividad sexual, las esculturas representan el paradigma social tan necesario para la supremacía imperial. El notable desarrollo que alcanzaron los talleres escultóricos existentes en las principales capitales indígenas, principalmente México-Tenochtitlan, Texcoco, y Calixtlahuaca, legó extraordinarias figuras escultóricas talladas en rocas volcánicas, el material preferido en el mundo mexica. Existe una imagen del macehual, idealizada concepción del hombre común, o la excelsa mujer desnuda, conocida popularmente como la Venus de Texcoco.

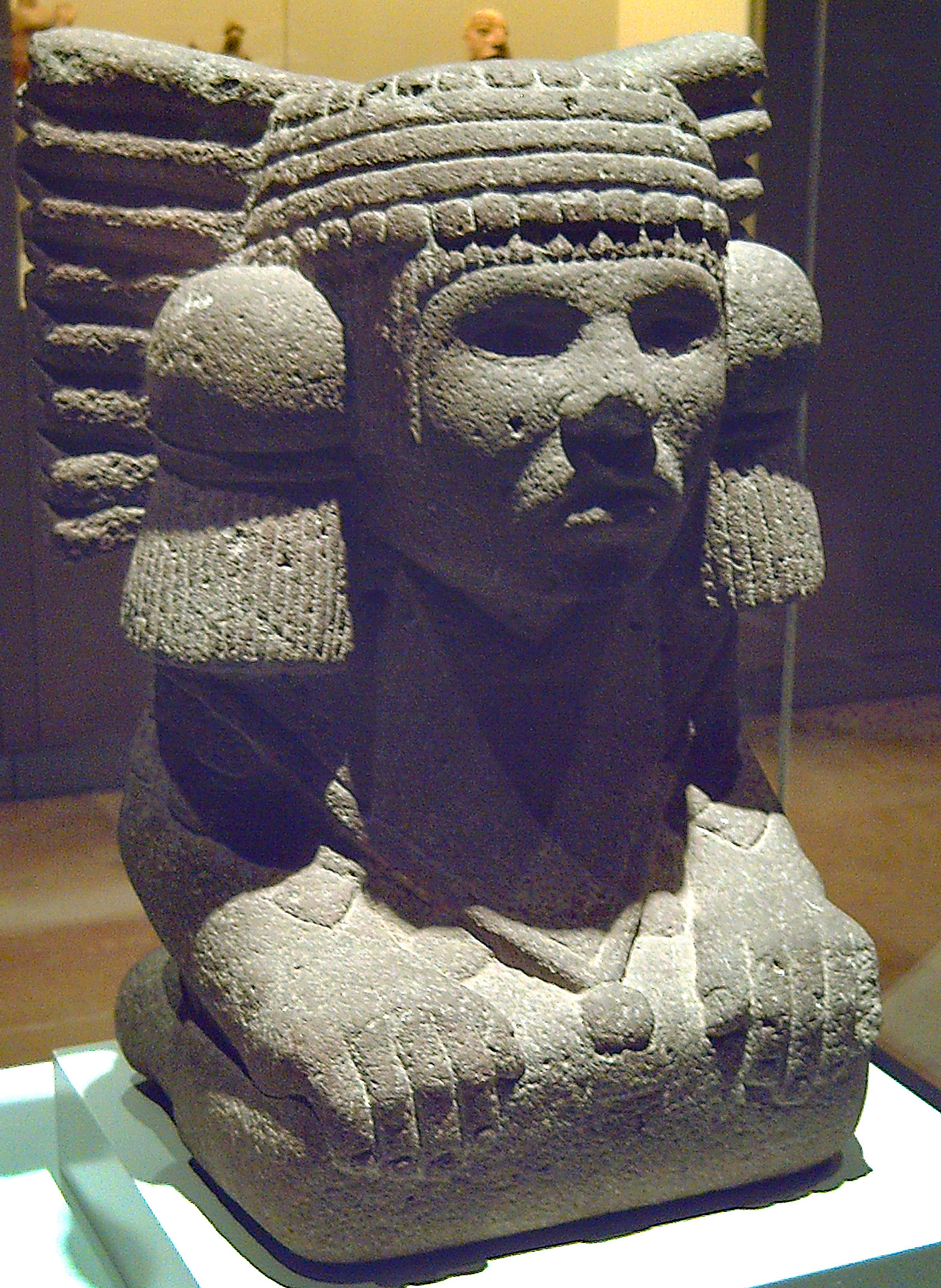
Escultura de Chalchiuhtlicue. Museo de América, Madrid
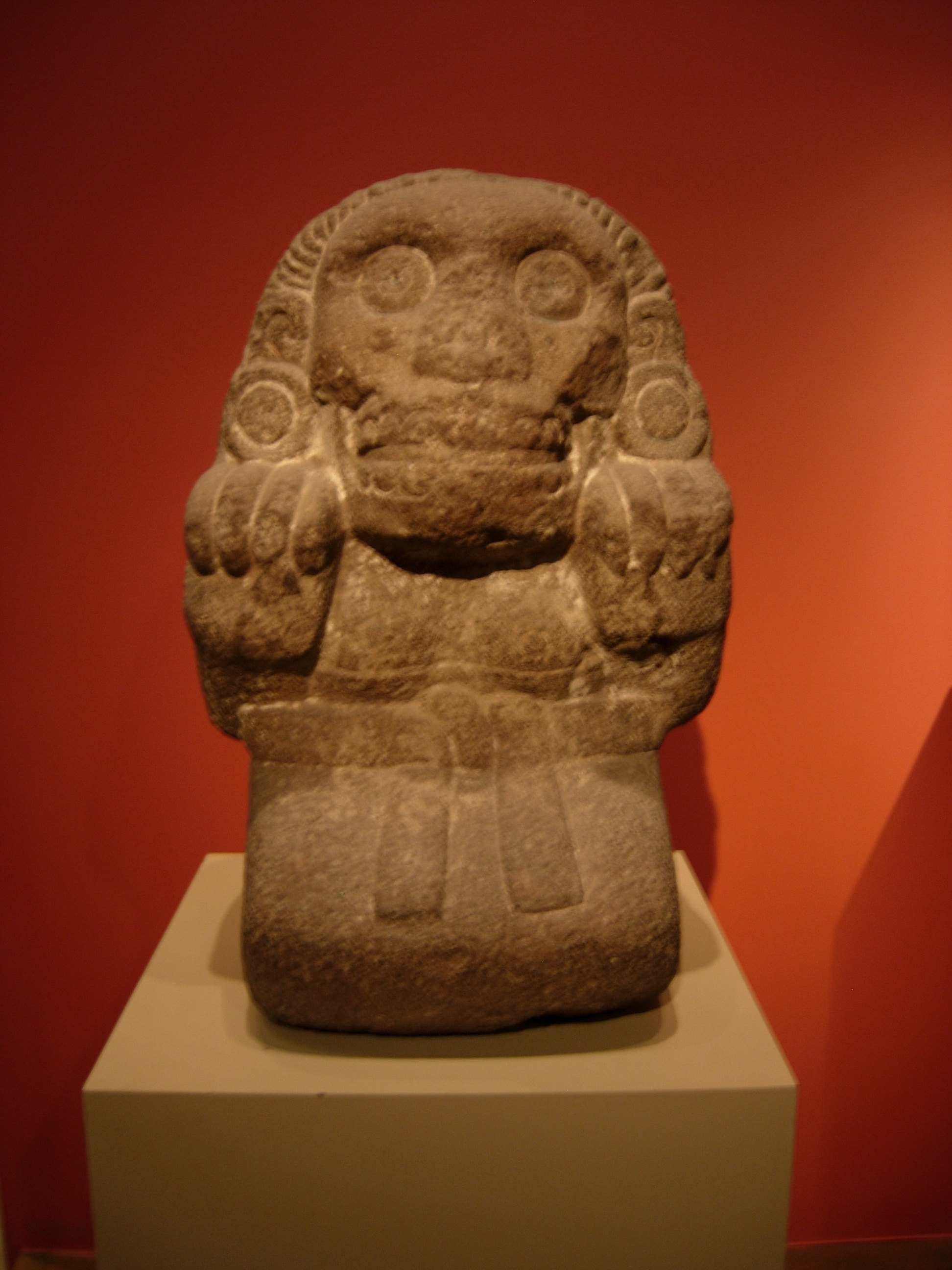
Escultura de Cihuateotl. Museo Británico, Londres
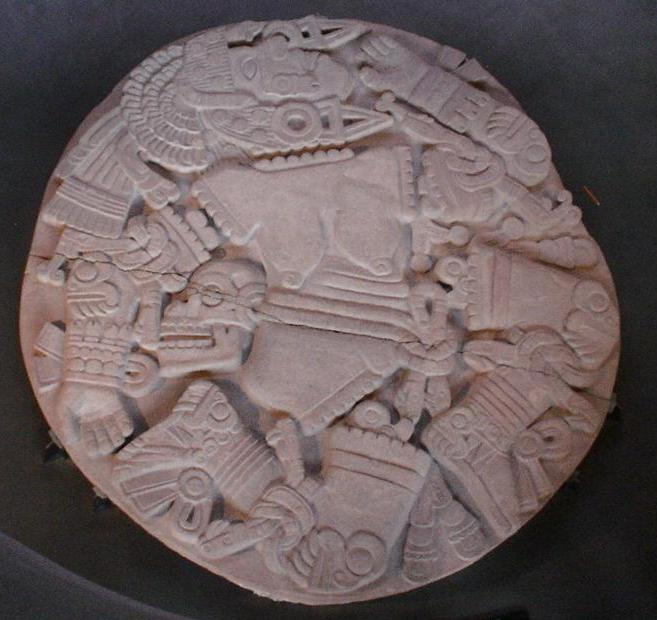
Monolito de Coyolxauhqui. Museo del Templo Mayor, Ciudad de México
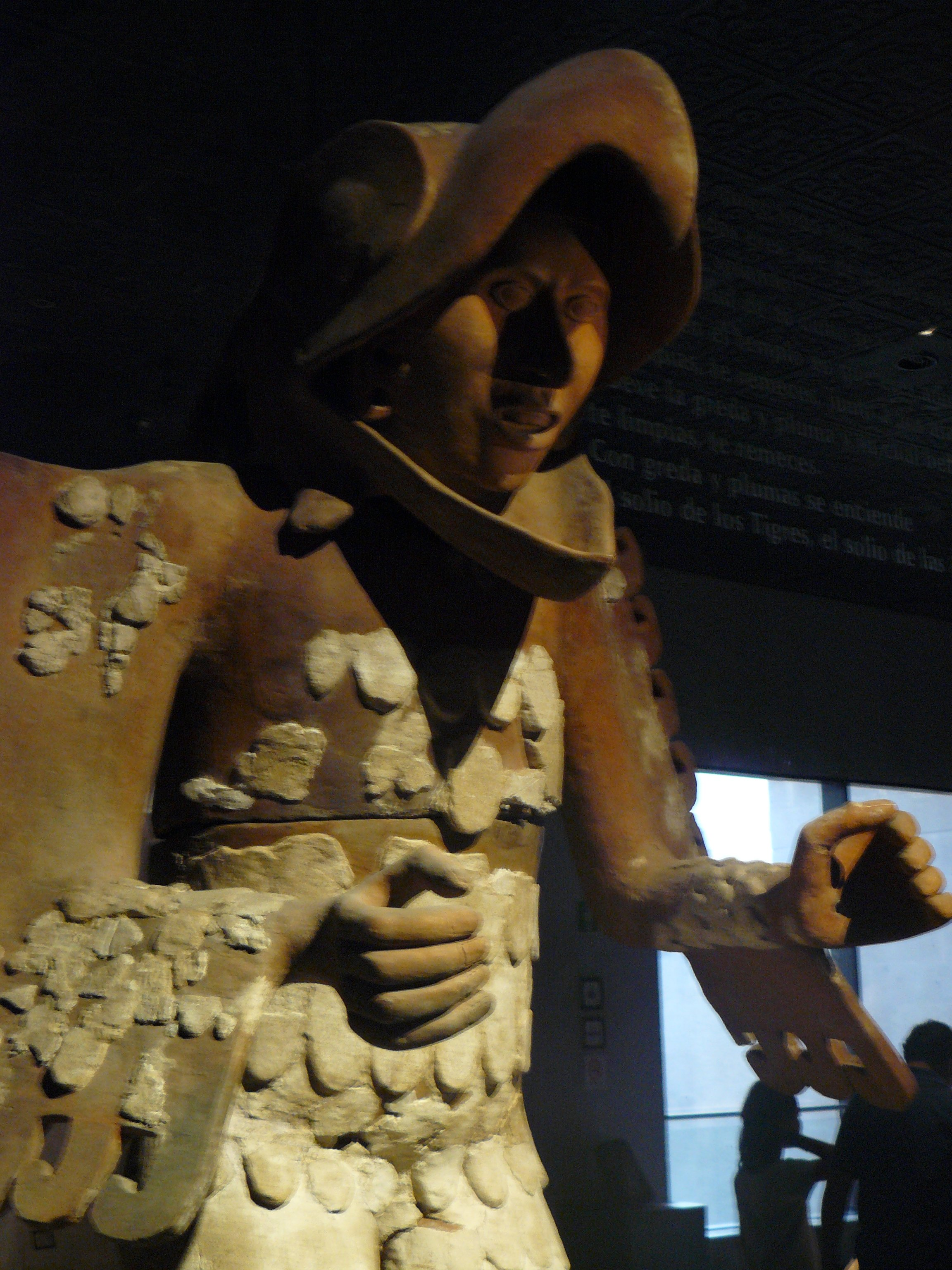
Escultura de guerrero águila. Museo del Templo Mayor, Ciudad de México

## Pueblos sometidos
En la región central de México incluían, además de sus aliados texcocanos y tepanecas de Tlacopan, las provincias sojuzgadas de los Xochimilcas, Chalcas y los Tlahuicas, que compartían el Náhuatl como lengua común, así como formas escultóricas y tradiciones cerámicas; y los Matlatzincas, que hablaban otro idioma. Cholula y Tlaxcala elaboraron cerámica polícroma que tuvo gran demanda en el imperio, tradición que se extendió hasta la región Mixteca, donde sus habitantes cobraron fama por sus delicados trabajos en mosaicos de turquesa y valiosa orfebrería en oro. Por su lado, los Totonacos y Huaxtecos de la Costa del Golfo, elaboraban delicados ornamentos en conchas y caracoles marinos y notables esculturas talladas en roca arenisca, como la figura de vida-muerte (apoteosis), una de las obras maestras del arte prehispánico. También hacia el sur hasta Guatemala de donde traían las plumas de aves exóticas para los tocados como el del emperador Moctezuma y los trajes de los guerreros.
Tenochtitlán en sus inicios se dedicaba a la agricultura, no obstante cuando los habitantes prefirieron tener más jardines que cultivos recurrieron al comercio; dentro de este se hallaba el local que buscaba satisfacer las necesidades diarias, mientras que el masivo manejaba las materias primas y los objetos importados así como los de lujo. A su vez las crecientes victorias, influenciadas mayormente por sus creencias en el cumplimiento de una misión cósmica,  les dio grandes botines consiguiendo cautivos para el sacrificio, habilidosos artistas y tributarios para diferentes servicios y tareas. 